# Суслов, Сергей Петрович
Серге́й Петр́ович Су́слов (1893—1953) ― советский физикогеограф, доктор географических наук, профессор, исследователь Сибири.

## Биография
Родился 3 (15) ноября 1893 года в городе Красный Холм Тверской губернии. В 1913 году окончил учительскую семинарию в Торжке, после чего работал учителем в Тверской губернии.
В 1918 году окончил Московский педагогический институт, затем, в 1925 году – Географический институт в Ленинграде. После этого два года работал в Забайкалье по заданию Промтранспроекта над ещё мало разработанной проблемой многолетней мерзлоты грунтов. Был одним из первых, кто занялся научным физико-географическим обоснованием борьбы с вредными процессами в многолетнемёрзлых грунтах (пучение, течение грунта и т. д.), затрудняющими строительство и эксплуатацию дорог.
Составил по результатам этих работ отчёты с рекомендациями методов борьбы с мерзлотными процессами на основе учёта и анализа всего комплекса физико-географических условий. К сожалению, эти отчёты не были опубликованы.
Летом 1931 года работал в Ойротской комплексной экспедиции АН СССР. Провёл геоморфологические наблюдения в бассейнах рек Бии, Катуни и других рек северо-востока Алтая и дал их подробное описание в труде «Материалы по геоморфологии Ойротии».
С 1931 года преподавал в Ленинградском государственном университете. В 1932 году стал доцентом ЛГУ, в том же году работал в комплексной Хатангской экспедиции Геоморфологического института АН СССР в районе развивающегося нового промышленного центра Севера – Норильского комбината.
В 1933 году ему присвоено звание кандидата географических наук без защиты диссертации. В 1941 году успешно защитил докторскую диссертацию на тему «Физическая география СССР. Азиатская часть».
В 1943 году избран профессором ЛГУ. В 1947 году опубликовал труд  «Физическая география СССР», которая стала наиболее полной сводкой по физической географии Азиатской части СССР.
Результаты его исследований применялись при строительстве домов, заводов и дорог в условиях Крайнего Севера.
Умер 8 октября 1953 года в Ленинграде.
В честь С. П. Суслова назван ледолом в Антарктиде (Земля Королевы Мод, 72°02′ ю.ш., 11°48′ в.д., открыт и нанесён на карту в 1961 году, название присвоено в 1966 году).

## Вклад в науку
Советский физикогеограф Юрий Ефремов написал о трудах Суслова:

«По глубине замысла и совершенству выполнения «Физическая география» С. Суслова может быть поставлена рядом с известными сочинениями академика Л. Берга («Географические зоны СССР» и «Природа СССР»), превосходно их дополняя: здесь во главу угла поставлен не зональный принцип, господствующий у Берга, а более сложная группировка материала, полнее отражающая действительную географическую обстановку. Суслов в качестве главных единиц физико-географического районирования вёл в обращение физико-географические «страны» и «области»: под «странами» имеет ввиду такие крупные регионы, как Западная Сибирь, Восточная Сибирь, Дальний Восток и Средняя Азия, под «областями» – такие, как Западно-Сибирская низменность, Средне-Сибирское плоскогорье и другие. Особенно удачны и содержательны общие характеристики природы целых стран и крупных областей. Все это позволяет считать Суслова большим мастером комплексных физико-географических характеристик»— 

## Награды и звания
- Орден «Знак Почёта»
- Медали
- Доктор географических наук
- Профессор